# جيري بيرد
جيري بيرد (بالإنجليزية: Jerry Bird)‏ (مواليد 3 فبراير 1934 في كوربن - 16 يوليو 2017)، هو لاعب كرة سلة أمريكي. بدأ مسيرته الاحترافية في سنة 1958. تم اختياره من قبل فريق لوس أنجلوس ليكرز خلال الدرافت. حمل الرقم 7. بلغ طوله 6 قدم 6 بوصة (2.0 م). اعتزل اللعب في سنة 1959. توفي يوم 16 يوليو 2017 عن عمر ناهز 83 سنة.

## روابط خارجية
- جيري بيرد على موقع إن بي أي (الإنجليزية)
- جيري بيرد على موقع سبورتس رفرنس (الإنجليزية)
- جيري بيرد على موقع كلية كرة السلة في سبورتس رفرنس.كوم (الإنجليزية)
- جيري بيرد على موقع ريلجم (الإنجليزية)
- جيري بيرد على موقع بروبوليرز (الإنجليزية)